# Paračov
Paračov (en allemand : Paratschow) est une commune du district de Strakonice, dans la région de Bohême-du-Sud, en République tchèque. Sa population s'élevait à 112 habitants en 2020.

## Géographie
Paračov se trouve à 10 km au sud-est de Strakonice, à 44 km au nord-ouest de České Budějovice et à 103 km au sud-sud-ouest de Prague.
La commune est limitée par Třešovice au nord, par Cehnice à l'est, par Radějovice, Kváskovice et Skály au sud, et par Kuřimany à l'ouest.

## Histoire
La première mention écrite du village date de 1316.